# Commiphora capensis
Commiphora capensis là một loài thực vật có hoa trong họ Burseraceae. Loài này được (Sodiro) Engl. mô tả khoa học đầu tiên năm 1883.